# Hayato Michiue
Hayato Michiue (道上 隼人 Michiue Hayato?, nacido el 17 de junio de 1991 en Osaka) es un futbolista japonés que se desempeña como centrocampista.

## Trayectoria

### Clubes
| Club                | País  | Año         |
| ------------------- | ----- | ----------- |
| Matsumoto Yamaga FC | Japón | 2014 - 2015 |
| Azul Claro Numazu   | Japón | 2015 - 2016 |
| Veertien Mie        | Japón | 2017 -      |

## Estadística de carrera

### J. League
| Club                | Año   | J. League | J. League | Copa J. League | Copa J. League | Total | Total |
| Club                | Año   | Part.     | Goles     | Part.          | Goles          | Part. | Goles |
| ------------------- | ----- | --------- | --------- | -------------- | -------------- | ----- | ----- |
| Matsumoto Yamaga FC | 2014  | 2         | 0         | -              | -              | 2     | 0     |
| Matsumoto Yamaga FC | 2015  | 0         | 0         | 0              | 0              | 0     | 0     |
| Total               | Total | 2         | 0         | 0              | 0              | 2     | 0     |